# Casa Domingo Pujadas
La Casa Domingo Pujadas és un edifici de la Ronda del Carril de la Garriga (Vallès Oriental) inclòs en l'Inventari del Patrimoni Arquitectònic de Catalunya. És l'obra més interessant de Planas Calvet juntament amb la casa Santamaria. Correspon a l'etapa més propera a l'arquitecte Vosey, i en particular a la casa de Bedford Park.

## Descripció
Edifici civil, habitatge unifamiliar aïllat. Consta de planta semisoterrani, baixa, pis i golfa. Les parets del semisoterrani estan arrebossades amb maçoneria. Coberta a dues vessants amb teules àrabs vidrades. Hi ha una torre de planta quadrada i acaba amb un mirador. En aquesta mateixa torre es desenvolupa la comunicació vertical. A la planta baixa hi ha una galeria o pòrtic, obert, amb arcs conopials. Les obertures estan emmarcades amb estucs amb motius geomètrics florals. Hi ha una imposta perimetral o sanefa formada per rajoles alternades. Enfront de la façana principal hi ha una pèrgola de recent construcció.